# Дом рождения Джона Адамса
Дом рождения Джона Адамса (англ. John Adams Birthplace) — дом-музей, в котором родился 2-й президент США Джон Адамс, расположенный в городе Куинси, штат Массачусетс. Дом представляет собой 2-этажную деревянную каркасную конструкцию, обшитую деревянными досками. На каждом из двух этажей есть две основные комнаты, по одной с каждой стороны центрального дымохода, и ещё две комнаты в пристройке на первом этаже. Главный фасад дома имеет ширину в три пролёта с входом в центре. Дверной проём обрамлен пилястрами и увенчан антаблементом и треугольным фронтоном.

## История

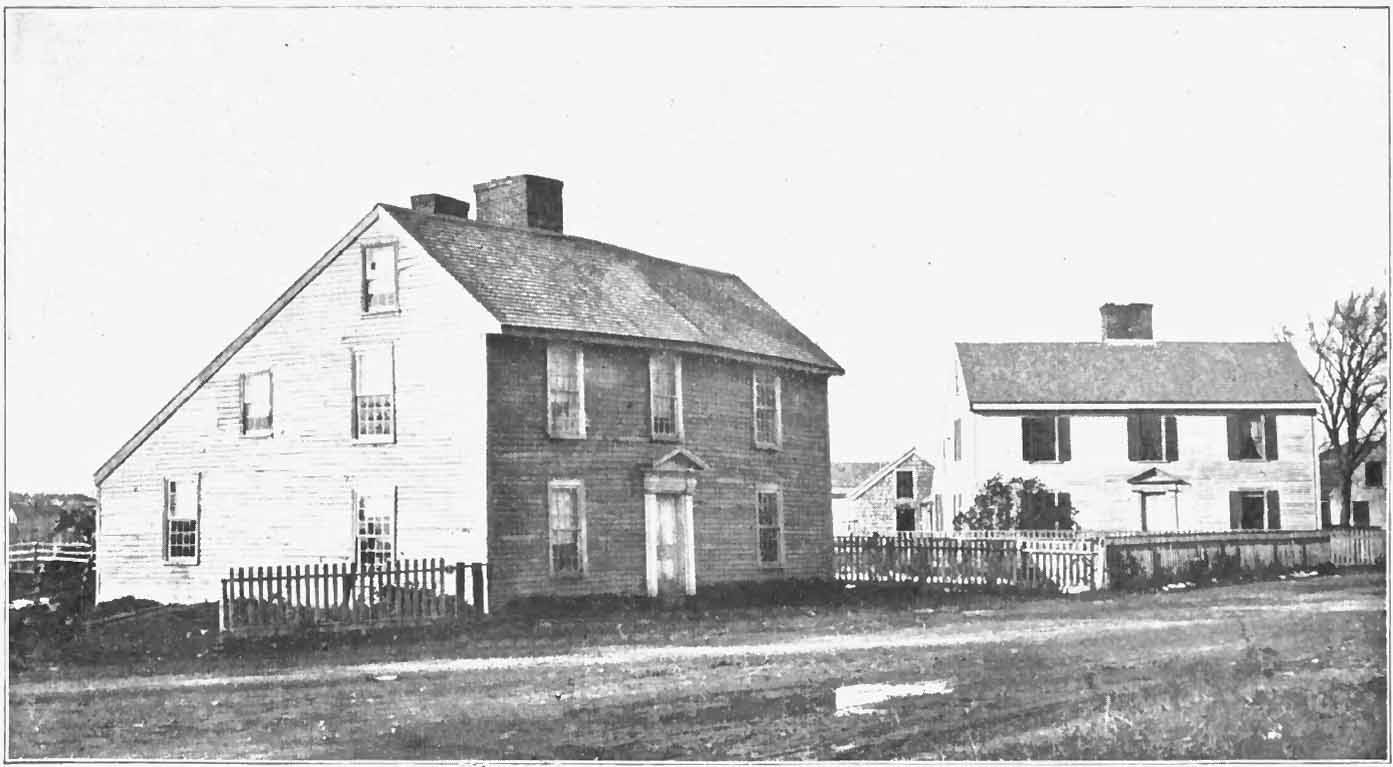
Дома рождения Джона Адамса и его сына, 1914 год

Земля, на которой стоит дом, первоначально принадлежала Уильяму Нидхэму, который построил дом на участке в 1650 году. Согласно дендрохронологическому анализу, передняя часть (настоящего) дома была построена в 1722 году или вскоре после этого дьяконом Джоном Адамсом. Президент Джон Адамс ссылается на тот факт, что его отец построил этот дом в письме доктору Бенджамину Рашу от 19 июля 1812 года. Обрамление восточной стороны включает в себя несколько повторно использованных бревен, датируемых 1670-ми годами. Старший сын Адамса-старшего, Джон, был рождён в восточной комнате дома 30 октября (19 октября по юлианскому календарю) 1735 года.
После смерти Адамса-старшего в 1761 году дом перешёл в собственность к его второму сыну Питеру, в то время как Адамс-младший приобрёл дом по соседству, где в 1767 году у Джона и Эбигейл Адамс родился Джон Куинси Адамс. Питер жил в этом доме со своей матерью до 1768 года, когда он женился. В 1774 году он продал дом своему брату Джону, который сдал его в аренду после смерти их матери в 1780 году. В 1803 году Джон продал оба дома своему сыну, который жил в доме, в котором он родился, и сдал его в аренду. Дом был занят с 1810 по 1818 год сыном Джона Куинси, Томасом Бойлстоном Адамсом.
Оба дома оставались в собственности семьи Адамсов и сдавались в аренду до 1885 года, когда была продана большая часть окружающих сельскохозяйственных угодий. После того, как место освободилось, Чарльз Фрэнсис Адамс-младший разрешил местному отделению организации «Дочери американской революции» использовать дом в качестве места для встреч. Так было до тех пор, пока отделение не закрылось в 1950 году. Адамсы продали дом городу Куинси в 1940 году, который передал управление имуществом Историческому обществу Куинси (которое ранее взяло под свой контроль соседний дом) в 1950 году.
19 декабря 1960 года дом был объявлен национальным историческим памятником США. В 1966 году дом был добавлен в Национальный реестр исторических мест.
Два дома Адамсов в настоящее являются частью Национального исторического парка Адамса, управляются Службой национальных парков и открыты для экскурсий.